# 鉑爾曼酒店
铂尔曼酒店（英語：Pullman Hotel）是法國的一個酒店品牌，也是雅高酒店集團旗下子公司，2007年於法國法蘭西島大區巴黎創辦。在歐洲、非洲、中東地區與亞太地區、拉丁美洲共33個國家和地區有酒店業務。

## 外部鏈接
- 官方网站